# Satiríneos
Satyrinae é uma subfamília de borboletas da família Nymphalidae, conhecidas pelo nome comum de sátiros. Os géneros incluídos na subfamília foram anteriormente considerados como como fazendo parte da família Satyridae.